# Aymar Aristiguieta
Aymar Aristiguieta là một người mẫu và chủ nhân cuộc thi người Venezuela, sinh ra ở Valencia, Venezuela vào tháng 11 năm 1983 và lớn lên ở Barquisimeto, Venezuela. Aristiguieta được đại diện cho bang Lara trong cuộc thi Hoa hậu Venezuela 2006, vào ngày 14 tháng 9 năm 2006.